# Francisco José Cortés Hernández
Francisco José Cortés Hernández, más conocido como Cortés, (Almería, España 13 de octubre de 1995) es un jugador de fútbol sala español que juega como ala en el Jimbee Cartagena de la Primera División de fútbol sala y en la Selección de fútbol sala de España.

## Carrera
Nacido en Almería, comenzó su carrera en España en el CD Kiosko Luis Marín FS, formándose como jugador. 
Su segunda experiencia es en las filas del CD Villa de Fines.
En la temporada 2019-20 firma por el CD El Ejido Futsal de la Segunda División B de fútbol sala. 
El 25 de julio de 2020 asciende a la Segunda División de fútbol sala.
En la temporada 2021-22, firma por el Manzanares Fútbol Sala de la Primera División de fútbol sala.
En la temporada 2024 disputa por primera vez la Copa de España de Fútbol Sala en Cartagena cayendo en 1/4 de Final frente al Jaén Fútbol Sala por un gol a 2.
Francisco José Cortés Hernández debuta en la selección española de fútbol sala, ocurrió en un partido de clasificación para el Mundial de 2024. Fue convocado por el seleccionador Albert Canillas para reemplazar a Juanjo Catela debido a una lesión. El jugador del Quesos El Hidalgo Manzanares Fútbol Sala formó parte del equipo que se enfrentó a República Checa e Italia en la Ronda Élite.
El 10 de julio de 2024, firma un contrato  de 2 temporadas hasta 2026 + una opcional con Jimbee Cartagena de la Primera División de fútbol sala.
En su primera temporada con el cuadro melonero logra conquistar la Supercopa de España de Fútbol Sala en la cuál el Palacio de Deportes de Cartagena es sede de esta competición . En junio de 2025 gana la Primera División de fútbol sala consiguiendo un doblete histórico.

## Clubes
- CD El Ejido Futsal  (2019-2021)
- Manzanares Fútbol Sala (2021-2024)
- Jimbee Cartagena (2024-)

## Palmarés

### Colectivos
- 1 x ascenso a Segunda División de fútbol sala (2019-2020)
- 1 x Supercopa de España de Fútbol Sala (2025)
- 1 x Primera División de fútbol sala (2024-2025)